# Koyukuk
|  | Aquest article tracta sobre la població d'Alaska. Si cerqueu l'afluent del riu Yukon, vegeu «riu Koyukuk». |

Koyukuk és una població dels Estats Units a l'estat d'Alaska. Segons el cens del 2007 tenia 91 habitants.

## Demografia
Segons el cens del 2000, Koyukuk tenia 101 habitants, 39 habitatges, i 24 famílies La densitat de població era de 6,2 habitants/km².
Dels 39 habitatges en un 41% hi vivien nens de menys de 18 anys, en un 30,8% hi vivien parelles casades, en un 20,5% dones solteres, i en un 35,9% no eren unitats familiars. En el 35,9% dels habitatges hi vivien persones soles el 5,1% de les quals corresponia a persones de 65 anys o més que vivien soles. El nombre mitjà de persones vivint en cada habitatge era de 2,59 i el nombre mitjà de persones que vivien en cada família era de 3,32.
Per edats la població es repartia de la següent manera: un 34,7% tenia menys de 18 anys, un 8,9% entre 18 i 24, un 36,6% entre 25 i 44, un 12,9% de 45 a 60 i un 6,9% 65 anys o més.
L'edat mitjana era de 30 anys. Per cada 100 dones hi havia 98 homes. Per cada 100 dones de 18 o més anys hi havia 144,4 homes.
La renda mitjana per habitatge era de 19.375 $ i la renda mitjana per família de 31.250 $. Els homes tenien una renda mitjana de 30.000 $ mentre que les dones 0 $. La renda per capita de la població era d'11.341 $. Aproximadament el 20,8% de les famílies i el 35,1% de la població estaven per davall del llindar de pobresa.

## Poblacions més properes
El següent diagrama mostra les poblacions més properes.